# The New Adventures of Black Beauty
The New Adventures of Black Beauty was een Britse televisieserie die liep tussen 1990 en 1992 en bestond uit twee reeksen. Enkele hoofdpersonages zijn gebaseerd op het boek Black Beauty van Anna Sewell uit 1877 die ook in een vorige serie The Adventures of Black Beauty voorkwamen.